# Melatonine (groupe de pop rock)
Pour les articles homonymes, voir Melatonine.
Melatonine est un groupe de pop rock français. Il est formé en 2000 et dissous en 2007. Melatonine a notamment participé aux premières parties de groupes comme Garbage, The Offspring, Good Charlotte, Lostprophets, ou encore Buzzcocks.

## Biographie
Le groupe est formé en 2000. Avant le groupe, Matthieu Imberty a débuté en tant que guitariste sur la tournée mondiale de No One Is Innocent, et a également travaillé avec le groupe Somerset, ou encore avec Axel Bauer. Aujourd'hui, il collabore notamment avec Carlos Pop.
Melatonine étant aussi le nom d'un groupe de post-rock (voir Melatonine), beaucoup de journalistes musicaux confus, confondaient les deux groupes, du fait qu'ils aient le même nom. À ce propos, la chanteuse Bénédicte déclare :  « (...)Beaucoup de journalistes comme MTV, par exemple, nous présentent en présentant l’autre groupe qui s’appelle Melatonine. C’est extrêmement récurrent et plutôt désagréable. On a déjà sorti 2 singles, on passe sur des radios nationales, on est signé sur un label et les gens ne sont pas foutus de se rendre compte qu’il existe un autre groupe qui fait du post rock ! Quand tu as affaire à des soi-disant professionnels et qui ne sont pas capables de différencier les 2 groupes, ça ne t’aide pas à vendre plus de disques non plus[source insuffisante] !»
Le groupe sort en 2005 un album du nom de Psychoglam ; d'où est tiré le single Prozac Génération, accompagné d'un clip. Le groupe obtient une petite réputation grâce aux radios Le Mouv' et Europe 2. Chaque piste de l'album Psychoglam est écrite et composée par les membres du groupe.
Après la séparation du groupe, Julien se lance en solo et met quelques-uns de ses titres en ligne sur Myspace.

## Membres
- Bénédicte Viand - chant
- Matthieu Imberty - guitare
- Julien Paterna - guitare
- Roman - basse
- Pierre A. - batterie